# Pfalz D.VI
Il Pfalz D.VI fu un aereo da caccia monomotore biplano sviluppato dall'azienda aeronautica tedesco imperiale Pfalz-Flugzeugwerke GmbH e rimasto allo stadio di prototipo.
Progettato per fornire un nuovo modello per equipaggiare gli Jasta della Luftstreitkräfte durante la prima guerra mondiale, ad una valutazione comparativa non riuscì ad ottenere prestazioni che ne giustificassero l'avvio alla produzione in serie.

## Storia del progetto
Al fine di equipaggiare i reparti da caccia della Luftstreitkräfte con velivoli sempre più efficaci ed all'altezza dei pari ruolo avversari, l'Idflieg, l'organo preposto alla gestione dell'intera aviazione militare dell'Impero tedesco, nel corso della seconda parte del 1917 rese nota la propria intenzione di valutare nuovi modelli rispondenti alle specifiche D-Typ, ovvero caccia monoposto biplani, in una valutazione comparativa tra i prototipi presentati nei primi mesi dell'anno successivo.
A tale scopo l'ufficio tecnico della Pfalz-Flugzeugwerke avviò lo sviluppo di tre esemplari, i futuri Pfalz D.VI, D.VII e D.VIII che, pur possedendo un'impostazione comune ed equipaggiati con un motore rotativo raffreddato ad aria, presentavano diverse peculiarità tecniche al fine di diversificare le loro prestazioni in ambito operativo.
L'impostazione del D.VI, così identificato come da convenzioni Idflieg in quanto sesto progetto accettato dell'azienda di Friburgo in Brisgovia, era relativa ad un caccia caratterizzato dalla fusoliera monoposto a sezione circolare e dalla ridotta superficie frontale, realizzata con la ricopertura di fogli di compensato sagomati ed incollati tra loro, tecnica acquisita dalla Albatros Flugzeugwerke, raccordata con la cappottatura del motore. La struttura incorporava l'unico abitacolo destinato al pilota, di tipo aperto e dotato di parabrezza, e terminava rastremandosi verso coda in un impennaggio caratterizzato dall'elemento verticale di grandi dimensioni.
La velatura, di tipo biplano, riproponeva l'impostazione del precedente Pfalz D.III, caratterizzata da piani alari dalla diversa, seppure non sostanziale, corda ed apertura alare, il superiore montato alto a parasole, l'unico dotato di alettoni, nel quale era ricavato centralmente uno svaso per agevolare accesso e visibilità al pilota. Il piano alare superiore era collegato centralmente alla parte superiore della fusoliera grazie ad una coppia di montantini per lato e con il piano alare inferiore, montato basso sulla fusoliera, con una coppia di montanti interalari per ogni lato, la cui forma "a V" con vertice verso il basso era tronca e con vertice posizionato in prossimità del bordo d'attacco, il tutto irrobustito grazie a tiranti in cavetto d'acciaio.
Il carrello d'atterraggio era un semplice biciclo anteriore fisso, con ruote montate su un assale rigido sistemato ai vertici di una doppia struttura a V collocata sotto la fusoliera, integrato posteriormente da un pattino d'appoggio posizionato sotto la coda.
La propulsione venne affidata ad un motore Oberursel U.II, un rotativo 9 cilindri raffreddato ad aria, copia non autorizzata del francese Le Rhône 9J, in grado di esprimere una potenza pari a 110 PS (81 kW), posizionato sul naso del velivolo, racchiuso in una cappottatura metallica e abbinato ad un'elica bipala a passo fisso che integrava una vistosa copertura ogivale montata sul mozzo con funzioni aerodinamiche.
L'armamento a disposizione del pilota era costituito, come di consueto nei caccia tedeschi dell'epoca, da una coppia di mitragliatrici LMG 08/15 calibro 7,92 mm, camerate per il munizionamento 7,92 × 57 mm Mauser, posizionate in caccia.
Dopo le prime prove venne presentato, assieme al Pfalz D.VII e D.VIII, alla commissione Idflieg tra il 9 e il 12 febbraio 1918, durante la prima valutazione comparativa tra prototipi di velivoli da caccia tenuta presso l'aerodromo di Adlershof, nei dintorni di Berlino, dove i piloti erano invitati a partecipare direttamente alla valutazione e alla selezione dei nuovi velivoli da destinare alla produzione di serie. I risultati dei test tuttavia non vennero ritenuti sufficienti per giustificare un contratto di fornitura e il modello non venne mai avviato alla produzione in serie.

## Utilizzatori
Germania
- Luftstreitkräfte